# Billy Robinson
William C. "Billy" Robinson, född 24 september 1884 i Redfield i Dakotaterritoriet, död 11 mars 1916 i Grinnell i Iowa, var en amerikansk flygpionjär och flygplanskonstruktör. 
Sedan Billys pappa hade avlidit flyttade hans mamma, syster och två bröder från Florida till Grinnell 1896. För att hjälpa till med familjens försörjning tvingades han arbeta som springpojke. Familjen flyttade senare till Oskaloosa, medan Billy stannade kvar boende hos sin arbetsgivare. När hans bröder omkom i en gruvolycka flyttade mamman åter till Grinnell.  
För att dryga ut inkomsten jobbade Billy på en liten verkstad där han reparerade cyklar. När bilismen kommit igång slutade han med cyklarna och blev något av en expert på att reparera encylindriga bilmotorer. Han kom snart in på byggandet av små lätta motorer för flygplan. Tillsammans med mekanikern Charlie Hink köpte man verkstaden där man arbetade. Sedan de hade övertagit verkstaden startade konstruktionen och tillverkningen av ett flygplan helt efter egna idéer. Flygplanet var av monoplantyp tillverkat av stålrör som han svetsade ihop själv. Dessutom konstruerade han en av de första fungerande stjärnmotorerna till sitt flygplan. Hans första motorkonstruktion misslyckades, men efter em omonstruktion kunde motorn leverera 60 kk.
Billy flygplan var färdigt, men problemet var att han saknade kunskap om hur man flög. Under våren 1912 tog han jobb som mekaniker åt Max Lillie. Hans lön bestod i att Lillie gav honom flyglektioner. Tillsammans med Lillie tillbringade han ett år i Florida där de deltog i flyguppvisningar och Billy på dödtid fick flyglektioner. Han gjorde sin första soloflygning i ett Lillietillverkat Wrightflygplan 2 augusti 1912 och tilldelades flygcertifikat nummer 162 22 augusti. Efter att han fått sitt certifikat lämnade han Lillie och arbetade med flyguppvisningar för National Aeroplane Co. i Cicero. Han flög Curtiss, Beech-National, och franska Nieuport flygplan.
Sin största framgång som flygare inträffade 17 oktober 1914 när han satte ett distansrekord mellan Des Moines och Kentland i Indiana utan mellanlandning. Flygningens slutmål var tänkt att ske i Chicago men när vädret slog om tvingades han att landa i Kentland. Flygningen, som sponsrades av Des Moines Capital och Chicago Tribune, medförde en bunt brev från Des Moines och Grinnell.
Efter att han slagit distansrekord riktade han in sig på det gällande höjdrekordet som 1916 var på 17 000 fot. 11 mars 1916 startade han med sitt flygplan, för att slå höjdrekordet. Vid fyratiden på eftermiddagen hörde folk på marken en kraftig knall från motorn. Kort därefter kom Billys biplan okontrollerat farande genom luften. Det havererade mot marken och fattade eld. 
Eftersom kvarlevorna och flygplanet förstördes av elden, vet ingen med säkerhet vad olyckan berodde på. Spekulationerna har varit en hjärtattack, syrebrist och motorproblem. En reservmotor till flygplanet finns bevarad på Grinnell Regional Airport.
Företaget Grinnell Aero company överlevde bara en kort tid efter sin grundares död, rollen som testpilot för företagets flygplan och lärare vid flygskolan övertogs av Alexander Beech.